# Rafał Fleger
Rafał Fleger (ur. 9 czerwca 1989 w Jastrzębiu-Zdroju) – polski żużlowiec.
Sport żużlowy uprawia od 2007 r. w klubach RKM Rybnik (2007, 2009–2010), Kolejarz Opole (2008, 2011–2012, 2014) oraz Wanda Kraków (2013).
Trzykrotny medalista młodzieżowych drużynowych mistrzostw Polski: złoty (Rybnik 2007), srebrny (Leszno 2008) oraz brązowy (Rzeszów 2006). Dwukrotny medalista młodzieżowych mistrzostw Polski par klubowych: złoty (Gorzów Wielkopolski 2008) oraz brązowy (Gorzów Wielkopolski 2010). Dwukrotny finalista młodzieżowych indywidualnych mistrzostw Polski (Leszno 2009 – IX miejsce, Toruń 2010 – IX miejsce). Dwukrotny finalista turniejów o „Brązowy Kask” (Gorzów Wielkopolski 2007 – XIV miejsce, Gdańsk 2008 – V miejsce). Dwukrotny finalista turniejów o „Srebrny Kask” (Rzeszów 2008 – XVI miejsce, Częstochowa 2009 – XIV miejsce). Finalista indywidualnych mistrzostw Argentyny (2012 – IX miejsce).